# Menjagrà borroner
El menjagrà borroner (Sporophila bouvreuil) és una espècie d'ocell de la família Thraupidae.
Natural d'Amèrica del Sud, es pot trobar a l'Argentina, Brazil, el Paraguai, Suriname, i l'Uruguai. El seu hàbitat és la sabana seca.